# Autoportret u konveksnom zrcalu
Autoportret u konveksnom zrcalu (talijanski: Autoritratto entro uno specchio convesso) je najpoznatije je djelo slavnog talijanskog renesansnog i manirističkog slikara Francesca Mazzole, poznatijeg pod imenom Parmigianino. Djelo je naslikano 1527. godine uljem na drvetu i danas se nalazi u Muzeju povijesti umjetnosti u Beču, Austriji.

## Povijest
Djelo prvi put spominje kasno renesansni slikar i biograf umjetnika, Giorgio Vasari, koji je ovo djelo naveo kao jedno od tri djela manjih dimenzija koje je umjetnik donio u Rim 1525. godine. Vasari tada govori kako je ovo djelo napravio Parmigianino kao primjer svog talenta za potencijalne kupce.
Portret je isprva bio darovan papi Klementu VII., a kasnije piscu Pietru Aretinu u čijem je domu tada mladi Vasari primijetio ovo djelo. Kasnije, djelo je preuzeo kipar Valerio Belli nakon čije ga smrti 1546. godine preuzima njegov sin Elio. Po zagovoru Andrea Palladija, 1560. godine djelo je došlo do venecijanskog kipara Alessandra Vittoria koji ga je dodijelio baštini cara Rudolfa II. Djelo u Prag stiže 1608. godine, gdje kasnije postaje dio Habsburške carske zbirke 1777. godine, iako je isprva bilo krivo pripisano Correggiju.
Autoportret u konveksnom zrcalu je naziv slavne poeme Johna Ashberyja koja je osvojila sve tri najveće nagrade američke poezije.

## Odlike
Slika prikazuje autoportret mladog umjetnika Parmigianina, tada dvadesetjednogodišnjeg mladića koji se nalazi u sredini sobe iskrivljen zbog korištenja konveksnog zrcala.U prvom planu djela nalazi se izdužena ruka pod utjecajem zrcala. Na slici se također ističu zlatni prsten na malom prstu, krznena jakna i čipka na kraju rukava. To prikazuje stalešku pripadnost lika na slici. Lice i ruka su jasno osvijetljeni odrazom svjetlosti iz zrcala.
Djelo je najprije nacrtano na posebno pripremljenoj konveksnoj ploči da bi se dobile te linije konveksnog zrcala.

## Poveznice
- Manirizam
- Dugovrata Madona

## Vanjske poveznice
- Službene stranice slike (njem.)
- Video na Smarthistory  Arhivirana inačica izvorne stranice od 6. listopada 2014. (Wayback Machine) (engl.)